# Ак-Довурак
Ак-Довурак (рос. Ак-Довурак) — місто республіканського підпорядкування в Республіці Тива Росії.